# Breslele din Târgu Mureș
Breslele din Târgu Mureș (în maghiară Marosvásárhelyi céhek) erau asociațiile profesionale si voluntare de meșteșugari aparținând unei meserii. Breslele au apărut în Evul Mediu și au existat până spre sfârșitul secolului al XIX-lea. În Târgu Mureș au apărut în Evul Mediu după modelul localităților din Transilvania și au jucat rol cheie în sistemul de apărare ale orașului. Cetatea medievală din Târgu Mureș a fost construită și administrată de breslele localității.

## Breslele
- Breasla tăbăcarilor (în maghiară Vargák bástyája)  au construit și au administrat Bastionul tăbăcarilor (1620)
- Breasla blănarilor și lăcătușilor (în maghiară Szücsök és lakatosok bástyája) au construit și au administrat Bastionul blănarilor și lăcătușilor (1629)
- Breasla dogarilor (în maghiară Kádárok bástyája) au construit și au administrat Bastionul dogarilor(1632)
- Breasla măcelarilor (în maghiară Mészárosok céhe) au construit și au administrat Bastionul măcelarilor  (1653), apoi în 1888 a construit în stil eclectic un sediu nou pe piața centrală după planurile arhitectului Győző Nagy
- Breasla croitorilor (în maghiară Szabók céhe) au construit și au administrat Bastionul croitorilor (1640)
- Breasla cizmarilor (maghiară Csizmadiák céhe) a construit un sediu în stil eclectic pe piața centrală în 1890
- Breasla zidarilor (în maghiară Kőműves céh) a fost cea mai tânără breaslă, fiind înființată înainte de 1813[1]